# Dreigeteilte Frisur

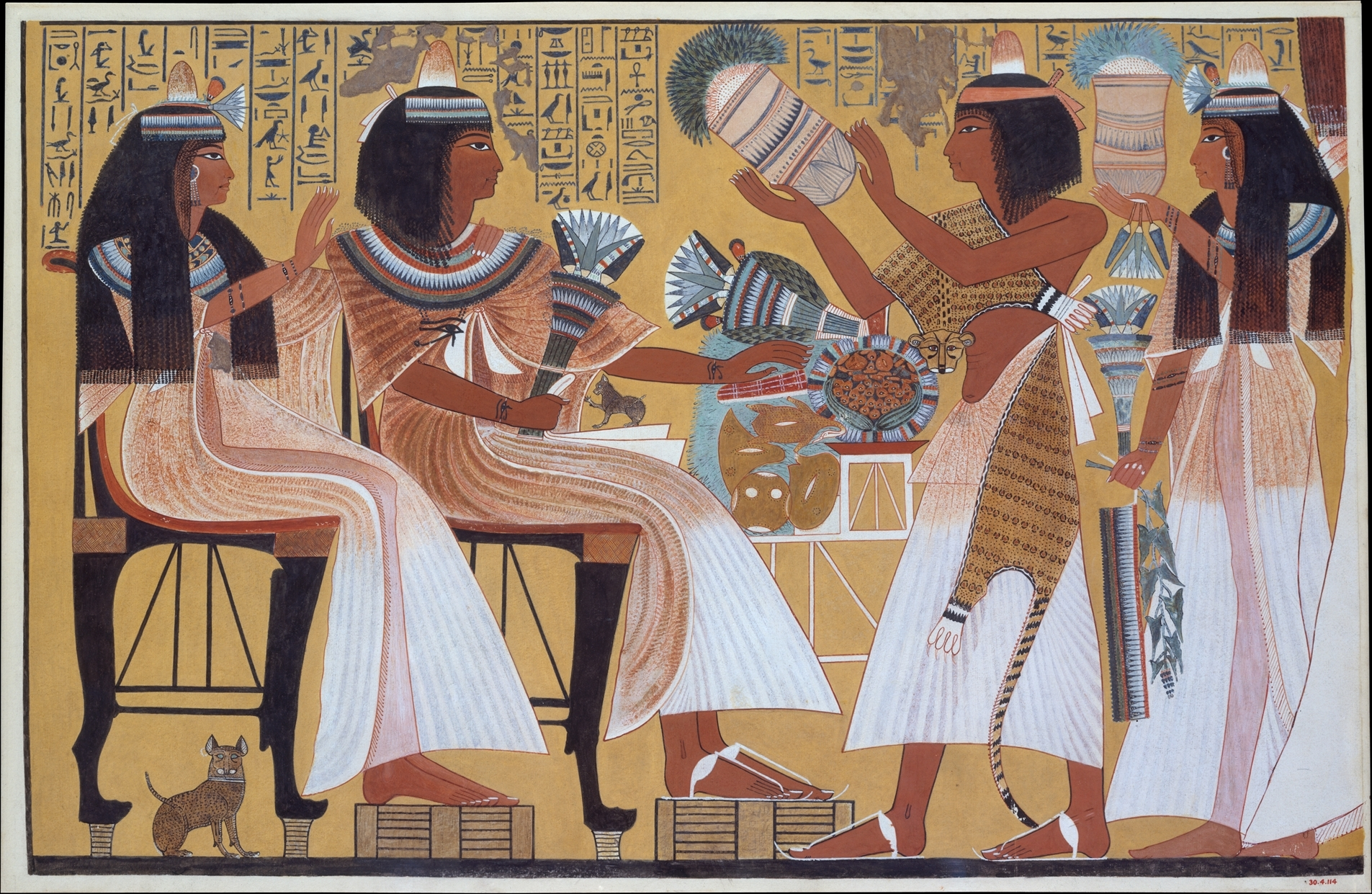
Damen mit Salbkegeln bei einem Festbankett. Die beiden Damen ganz links und rechts tragen eine dreigeteilte Frisur (Szene aus dem Grab des Ipui, 19. Dynastie).

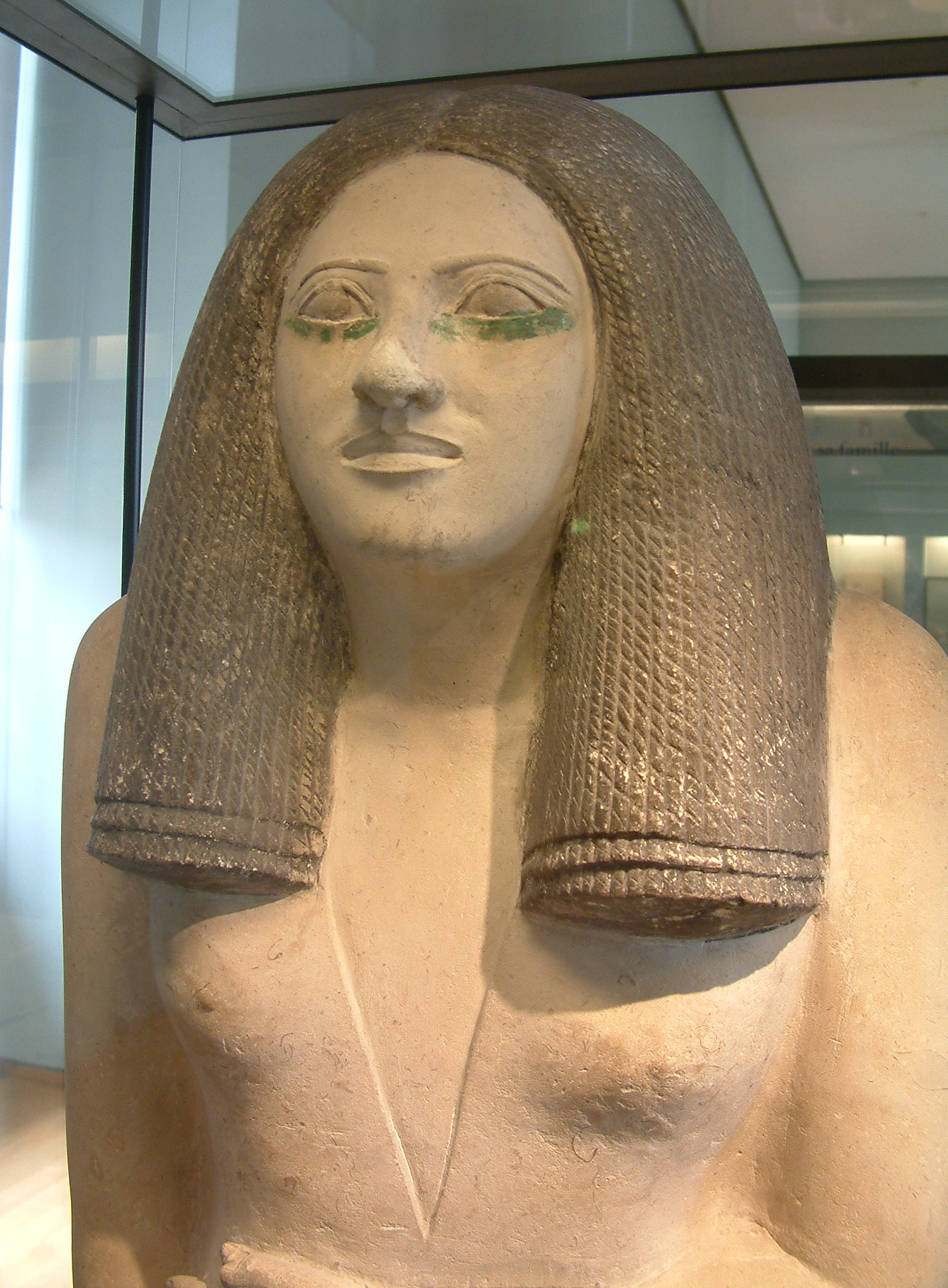
Hofdame Nesa mit gestufter dreiteiliger Frisur (3. Dynastie)

Als Dreigeteilte Frisur (auch Dreiteilige Frisur, englisch tripartite hairstyle) wird in der Ägyptologie eine bestimmte Haartracht bezeichnet, die vor allem aus der Kunst und Mode des Alten Ägypten bekannt ist. Sie gilt daher teilweise als „typisch altägyptisch“, war aber auch in anderen Kulturen verbreitet.

## Beschreibung
Die dreigeteilte Frisur ist gekennzeichnet durch langes Haar, das locker bis straff herabhängt und glatt oder zu dreadlocks-ähnlichen Strängen geflochten sein kann. Zwei Drittel des Haupthaares sind nach hinten frisiert und hängen über Nacken und Rücken herunter. Je eine weitere, breite Strähne hängt links und rechts vom Kopf über Schultern und Brust herab, die Ohren bleiben meist frei. Bei einigen dreigeteilten Frisuren konnten die Ohren auch verdeckt sein, wie etwa die Statue der Hofdame Nesa zeigt. Dieser künstlerische Trend scheint allerdings geschmacks- und dynastieabhängig zu sein. Zweidimensionale Darstellungen wie Reliefs und Malereien zeigen entweder nur eine der Seitensträhnen oder beide. Das kommt daher, dass altägyptische Künstler bemüht waren, die Frisur vollumfänglich zu präsentieren, dabei aber perspektivisch mit den Schulterpartien der darzustellenden Person in Konflikt kamen, weil der Oberkörper stets von vorn gezeigt werden musste. Dadurch wäre aber die Hinterkopffrisur nicht zu sehen gewesen. Deshalb scheint das Hinterkopfhaar um die hintere Schulter herumzufließen.
Zu festlichen Anlässen wurden die Seitenstränge an ihren Enden mit goldenen Spangen zusammengehalten und beschwert. Auf dem Kopf trug man dann eine kleine Blumenkrone aus Lotos-, Akazien- und/oder Margeritenblüten oder einen Duftkegel aus Wachs. Eine dreigeteilte Frisur konnte aus dem echten Haar bestehen oder eine Perücke sein. Die Haartracht scheint bei Männern wie Frauen gleichermaßen beliebt gewesen zu sein.

## Geschichte

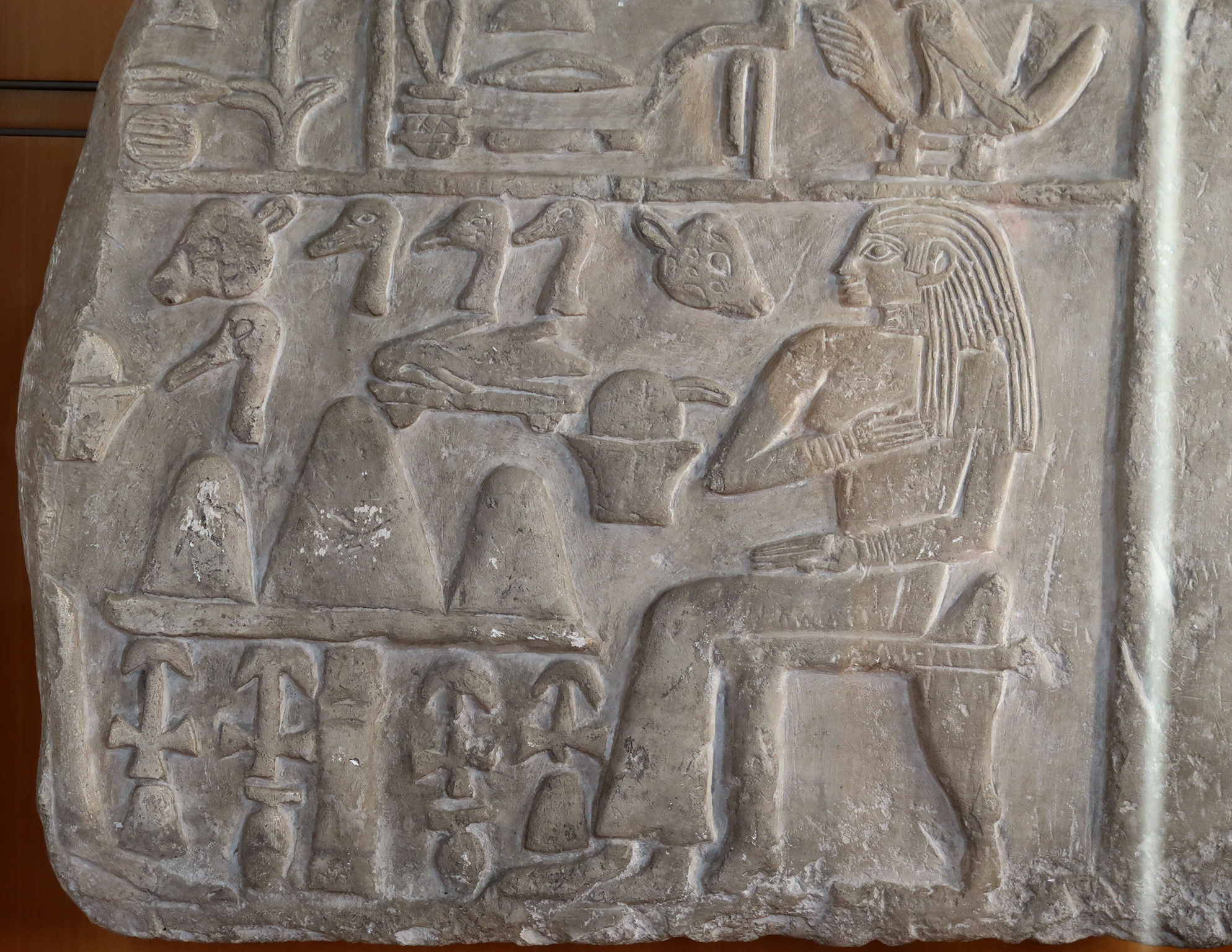
Die Hofdame Neset-Henu mit dreigeteilter Frisur, 2. Dynastie

Die Geschichte der dreigeteilten Frisur reicht bis in die ägyptische Jungsteinzeit zurück. Frauen mit dieser Haartracht sind auf Artefakten und Figurinen der Badari-Kultur und der 0. Dynastie abgebildet. Eine Besonderheit besteht darin, dass die Frisur sich in rund 4000 Jahren altägyptischer Geschichte im Grunde nicht verändert hat. Etwa ab der 2. Dynastie erscheinen erste figürliche Darstellungen von Gottheiten, die eine dreigeteilte Frisur tragen. Es sind die Götter Seth, Bastet und Neith. Auf Grabplatten sind vor allem weibliche Verstorbene mit dieser Haartracht zu sehen.
Ab der 3. Dynastie erscheinen erste Abbildungen von Männern mit dreigeteilter Frisur, wobei es sich dann um Perücken handelte. Abbildungen von Männern mit dieser Haartracht bleiben im Mittleren Reich eine Seltenheit; sie galt bei Männern als Statussymbol und Teil ihrer Berufskleidung. Pharaonen trugen sie anfangs nicht, sondern das sogenannte Nemes-Kopftuch. Der einzige in diesem Stil dargestellte König ist die mumifizierte Gestalt von König Djer auf einem Elfenbeinetikett aus dem Grab S3471 in Sakkara. Pharao Djoser (Begründer der 3. Dynastie) war der erste Herrscher, der sich mit dreigeteilter Frisur und Nemes auf seiner berühmten Sitzstatue aus Sakkara abbilden ließ. Aus dem Neuen Reich sind unzählige eindrucksvolle Wandmalereien aus Gräbern erhalten, auf denen Frauen mit dieser, aber auch mit anderen Frisuren festgehalten sind.
Die dreigeteilte Frisur war möglicherweise aber auch schon den Nubiern lange bekannt, wie Funde aus Qustul und Kalabscha beweisen. Als dort im Neuen Reich ägyptischstämmige Könige und Königinnen herrschten, setzte sich diese Haartracht auch in Nubien durch und auf nubischen Reliefs sind Göttinnen mit dieser Frisur zu sehen. Während der griechisch-römischen Epoche fand die Frisur auch modischen Anklang bei vornehmen Griechinnen. Sehr wahrscheinlich hing dies mit dem immer stärker aufkommenden Kult der Göttin Isis zusammen, die auf „klassischen“ altägyptischen Reliefs ausschließlich mit dreigeteilter Frisur zu sehen ist. Ihre Beliebtheit ließ erst in nachrömischer Zeit, etwa um 400 n. Chr., nach.
Auch außerhalb Ägyptens war die dreigeteilte Frisur weit verbreitet, so zum Beispiel in Mesopotamien unter der Herrschaft des Königs Sanatruq I. von Hatra. Dort kam sie bei adligen Männern häufiger vor als bei Damen.

## Populärkultur
In der Moderne, besonders aber in westlichen Kulturen, gilt die dreigeteilte Frisur als die „klassische Frisur der Ägypterinnen“ schlechthin. In Filmen, Comics und Computerspielen werden Ägypterinnen mittlerweile häufiger mit dieser Haartracht dargestellt, gelegentlich aber auch mit schulterlanger Löckchenfrisur. Männer, besonders Könige, werden ausschließlich mit Nemes-Kopftuch präsentiert. In älteren Filmen, besonders in Hollywood-Filmen wurden Ägypterinnen, besonders Königinnen, vornehmlich mit einer langen, glatten Ponyfrisur porträtiert. In westlichen Kulturen wurde es daraufhin zum Modetrend: seit mindestens 1920 sind auch Kostüm-Perücken im Ponystil („Königin-Kleopatra-Pony“, „Cleopatra Bob“) und im dreigeteilten Stil erhältlich, oft unter der Bezeichnung „Königin-Kleopatra-Perücken“ oder „Göttin-Isis-Perücken“, obwohl die historische Kleopatra VII. als Makedonischstämmige nie mit dieser Haartracht abgebildet wurde und sie sehr wahrscheinlich auch nie getragen hat (im Gegensatz zu ihrer Vorgängerin Kleopatra III., von der Statuen mit dieser Frisur erhalten sind).